# Vikedal
Vikedal o Vikadal es un pueblo ubicado en el municipio de Vindafjord, condado de Rogaland, Noruega. El pueblo está localizado a lo largo del fiordo de Sandeidfjorden, aproximadamente a 7 kilómetros hacia el sur del pueblo de Sandeid y casi a 8 kilómetros hacia al noroeste del pueblo de Imslandsjøen. La iglesia de Vikedal está ubicada en ese pueblo.
Posee una larga historia en la construcción de barcos. El pueblo fue el centro administrativo del antiguo municipio de Vikedal, el cual existió de 1838 hasta 1965.
Posee un área de 0,77 kilómetros cuadrados, con una población de 436 habitantes (2013), dando al pueblo una densidad de población de 566 habitantes por kilómetro cuadrado.